# Route nationale 505
Die N505 war von 1933 bis 1973 eine französische Nationalstraße, die von der N203 in der Nähe der heutigen Abfahrt 15 der A40 zur Schweizer Grenze bei Annemasse verlief. Ihre Länge betrug 12 Kilometer. 1978 wurde die Straße Teil der neuen Führung der N205. Von 2000 bis 2006 wurde die Nummer für einen Seitenast der N105 zur N6 in Melun verwendet. Diese trägt heute die Nummer D606.

## N505a
Die N505A war von 1956 bis 1973 ein Seitenast der N505, der innerhalb von Annemasse zur N206 verlief. Er trägt heute die Nummer D905A (Rue de Geneve).